# Cyclothea catathymia
Cyclothea catathymia là một loài bướm đêm trong họ Geometridae.